# Гистондеацетилаза 9
 Гистондеацетилаза 9  (англ. Histone deacetylase 9) — фермент, кодируемый у человека геном  HDAC9.

## Функция
Гистоны играют важнейшую роль в регуляции транскрипции, клеточного цикла и процессов развития. Ацетилирование/деацетилирование гистонов изменяет структуру хромосом и влияет на доступ факторов транскрипции к ДНК. Белок, кодируемый этим геном имеет гомологию последовательности с членами семейства гистондезацетилазы. Этот ген ортологичен генам Xenopus и MITR мыши. Белку MITR недостаёт каталитического домена гистондезацетилазы. Он подавляет активность MEF2 посредством рекрутирования многокомпонентных корепрессорных комплексов, которые включают CtBP и HDAC(ы). Это кодируемый белок может играть роль в кроветворении. Несколько альтернативных вариантов сплайсинга были описаны для этого гена, но в полный мере характер некоторых из них не был определён.

## Взаимодействия
HDAC9, как было выявлено, взаимодействует с:
- CBX5[англ.][8],
- HDAC3[9][10],
- MEF2A[англ.][11][12],
- NCOR1[англ.][9],
- SIN3A[13][9] и
- SUV39H1[8].